# Klientenzentriert
Klientenzentriert bezeichnet einen Ansatz, eine Vorgehensweise, bei der ein Betroffener (Patient, Klient) im Mittelpunkt (Zentrum) von Bemühungen steht. Der Begriff, der überwiegend als Adjektiv verwendet wird (Substantivbildungen sind Klientenzentrierung und Klientenzentriertheit) entstammt ursprünglich der Psychotherapie, wird heute als Paradigma aber auch in anderen Sachzusammenhängen verwendet.
Der Begriff klientenzentriert geht auf den US-amerikanischen Psychologen und Psychotherapeuten Carl Rogers (1902–1987) zurück, der seit den 1940er-Jahren von der Client-Centered Therapy (CCT) sprach. Daraus entwickelte sich die Klientenzentrierte Psychotherapie  (auch nicht-direktive Beratung/Gesprächspsychotherapie). Zunächst nannte er die Vorgehensweise auch non-direktiv, weil Rogers die Auffassung vertrat, dass der Therapeut „seinen“ Klienten nicht führen solle. Vielmehr sollte er den Klienten unterstützen, während dieser sich selbst erforscht und selbst den Fortschritt der Therapie bestimmt. Später verwendete Rogers auch den weitergefassten Begriff Personzentrierter Ansatz Person-Centered Approach (PCA), der sich nicht ausschließlich auf ein Verhältnis zwischen Therapeut und Klient bezieht.
Heute wird der Begriff im Deutschen auch außerhalb der Psychotherapie verwendet. Oft jedoch im Zusammenhang mit anderen Therapieformen um klarzustellen, dass eine Herangehensweise gewählt wird oder werden sollte, bei der nicht die Vorstellungen des Therapeuten, sondern die Wünsche und Möglichkeiten des Patienten/Klienten im Mittelpunkt der Bemühungen stehen. Der Patient/Klient wird dabei vom Therapeuten als gleichberechtigter Partner, als Experte für seine eigene Person aufgefasst. So gilt beispielsweise das Canadian Model of Occupational Performance (CMOP) im Rahmen der Ergotherapie als ein Instrument, um klientenzentrierte Behandlungsleitlinien zu entwickeln.
Der in der Allgemeinmedizin – oft unscharf – verwendete Begriff der Patientenzentrierung lässt sich nicht unmittelbar aus Carl Rogers Ansätzen ableiten. Er entstammt dem Umfeld der Salutogenese und beschreibt eher ein Paradigma im Gesundheitssystem.
- Siehe auch: Gesprächspsychotherapie